# Charles Carpenter
Charles E. „Charlie“ Carpenter (* 22. August 1912 in Chicago; † Oktober 1978 in New York City) war ein US-amerikanischer Liedtexter, Arrangeur und Musikmanager.

## Leben und Wirken
Carpenter war ab 1931 Sänger im Earl Hines Orchestra. Er schrieb 1932 mit Earl Hines und Louis Dunlap den Song You Can Depend On Me, der durch die Versionen von Hines, Louis Armstrong, Chet Baker, dem Count Basie Orchestra, Tony Bennett, Don Byas, Tommy Dorsey, Dexter Gordon, Brenda Lee, Oscar Peterson, Lester Young sowie Greetje Kauffeld (in der deutschen Version Ich bin immer für dich da) zu einem  viel gespielten Jazzstandard wurde. Weitere Songs des Teams waren Ev’rything Depends On You, When I Dream Of You  und Ann, Wonderful One. Carpenter arbeitete außerdem als Arrangeur für Gene Krupa (How 'Bout That Mess), mit dem er Bolero at the Savoy schrieb. Mit Henry Woode und Tommy Dorsey schrieb er You Taught Me to Love Again , mit Dunlop und Quinn Wilson Blue Because of You, mit Jimmy Mundy A Lover Is Blue.
1942 wurde er zum Militärdienst gezogen, wo er Shows zur Truppenunterhaltung organisierte und Radiosendungen produzierte. Im März 1945 kam er nach Deutschland. Von Mitte der 1940er-Jahre bis 1956/57 war er als Manager von Lester Young tätig.